# Thời đại khúc
Thời đại khúc (chữ Hán: 時代曲; bính âm: shídàiqǔ) là một loại hình dân ca Trung Quốc/nhạc jazz fusion châu Âu có nguồn gốc từ Thượng Hải, Trung Hoa Dân Quốc những năm 1920.

## Lịch sử
Thuật ngữ shídàiqǔ (thời đại khúc) nghĩa đen là "ca khúc của thời đại" trong tiếng Quan thoại. Khi hát bằng tiếng Quảng Đông nó được gọi là 粵語時代曲 (Jyut jyu si doi kuk / Việt ngữ thời đại khúc), còn khi hát bằng tiếng Phúc Kiến Hạ Môn thì được gọi là 廈語時代曲 (Hạ ngữ thời đại khúc).
Thời đại khúc đã truyền cảm hứng cho Gary Lucas cho album The Edge of Heaven và các DJ như Ian Widgery và dự án Shanghai Lounge Divas của anh. Mặt khác, nếu điện ảnh là nguồn gốc của nhiều bài hát, thì Vương Gia Vệ đã sử dụng chúng một lần nữa để minh họa cho bộ phim "Tâm trạng khi yêu"; Phan Địch Hoa (Rebecca Pan) một trong những nữ diễn viên trong bộ phim này, cũng là một trong những ca sĩ thời đại khúc (shidaiqu) nổi tiếng.